# 禁断介護
禁断介護（きんだんかいご）は、2006年にグローリークエストが製作した、日本のアダルトビデオシリーズ。

## 概要
老人を介護する嫁が老人に体を弄ばれ、しだいにご奉仕と快楽に陥っていく。

## DVD
- 禁断介護～義父と嫁の性～（2006年8月10日:収録時間120分）…高倉梨奈
- 禁断介護 2～義父と嫁の性～（2006年10月20日:収録時間105分）…増山恭子
- 禁断介護 3～父と娘の性～（2006年11月22日:収録時間105分）…青木美里
- 禁断介護 4～叔父と姪の性～（2007年2月1日:収録時間140分）…風間ゆみ
- 禁断介護 5～老翁と新人介護ヘルパーの性～（2007年5月1日：収録時間150分）…斉藤亜希
- 禁断介護 6～祖父と孫の性～（2007年6月22日:収録時間120分）…蛯原舞
- 禁断介護 7～義父と嫁の性～（2007年8月23日:収録時間100分）…神崎レオナ（七瀬かすみ）
- 禁断介護 8～新卒介護ヘルパーと老人の性～（2007年10月13日:収録時間120分）…愛里ひな
- 禁断介護 9～縄嫁と義父の性～（2007年11月1日:収録時間100分）…樋口冴子（桐島千沙）
- 禁断介護10～援交女子校生と老人の性～（2007年12月15日:収録時間120分）…永瀬あき
- 禁断介護11～介護士見習いの孫と祖父の性～（2008年1月15日:収録時間120分）…桐原あずさ （伊藤あずさ）
- 禁断介護12～祖父と義兄との性～（2008年2月23日:収録時間120分）…桜井まな
- 禁断介護13～継祖父と継父との性～（2008年3月20日:収録時間105分）…羽野理沙
- 禁断介護14～義父と嫁の性～（2008年4月17日:収録時間115分）…黒木麻衣（花野真衣　SHIHO）
- 禁断介護15～息子の婚約者と老人の性～（2008年5月15日:収録時間105分）…花宮あみ
- 禁断介護16～女子高生と老人の性～（2008年6月19日:収録時間100分）…つぼみ
- 禁断介護17～義父と爆乳嫁の性～（2008年7月17日:収録時間95分）…浅田ちち
- 禁断介護18～義父と未亡人嫁の性～（2008年8月21日:収録時間110分）…艶堂しほり（遠藤しおり）
- 禁断介護19～嫁と義父の秘縛性～（2008年9月18日:収録時間100分）…堀口奈津美（恩田ほのか）
- 禁断介護20～巨乳嫁と義父の性～（2008年10月16日:収録時間100分）…七瀬ゆい（羽田未来）
- 巨乳嫁と義父の肉欲介護（2008年11月20日:収録時間100分）…北原夏美
- 絶倫義父の虜になった爆乳嫁（2008年12月18日:収録時間140分）…中森玲子
- 色狂義父の虜になった異常性欲嫁（2009年4月16日:収録時間120分）…澤村レイコ（高坂保奈美）
- 色欲義父との旅でマラの虜になった乳乱嫁（2009年5月21日:収録時間120分）…北島玲
- 二人の老人の接吻と調教の虜になった巨乳家政婦（2009年6月18日：収録時間120分）…朝倉彩音
- 義父の勃起マラの虜になった巨乳嫁（2009年7月16日：収録時間110分）…浜崎りお
- 変態義父の虜になったマゾ嫁（2009年8月20日：収録時間110分）…川上ゆう（森野雫）
- 義父に乳房を吸わせる美人嫁（2009年9月17日：収録時間110分）…長谷川美紅
- 元上司の義父に躾けられた淫乳嫁（2009年11月5日：収録時間110分）…橘エレナ
- 老人の加齢臭に興奮する変態嫁（2009年12月3日：収録時間105分）…細川まり
- 老人臭に欲情するむっつりドスケベ嫁（2010年1月7日：収録時間100分）…桐原あずさ（伊藤あずさ）
- 失禁する老人の股間に興奮する色情嫁（2010年2月4日：収録時間110分）…晶エリー（新井エリー、大沢佑香）
- 義父の羞恥プレイに発情する箱入りＭ嫁（2010年3月18日：収録時間105分）…雪見紗弥
- 金欲と性欲にまみれ、老人と肉体関係を結ぶ売女嫁（2010年4月15日：収録時間100分）…有沢実紗
- 義父と巨乳嫁の背徳行為　夫に隠れて相思相愛交尾（2010年5月20日：収録時間100分）…桃咲まなみ
- ファザコン嫁と義父の愛と性欲、交尾と逃避行（2010年6月17日：収録時間105分）…結城みさ
- 肉体を求め合う献身嫁と絶倫の義父老人（2010年7月15日：収録時間110分）…篠原由香子
- 義父と長い舌を絡ませて興奮する従順な牝犬嫁（2010年8月19日：収録時間120分）…管野しずか
- 元担任教師の義父老人のお仕置きに歓喜するマゾ嫁（2010年9月16日：収録時間110分）…内藤斐奈
- オムツからハミでそうな義父の勃起したマラを見て興奮し老体を求める淫乱嫁（2010年10月21日：収録時間105分）…滝川けいこ
- 義父の汗かいた股間を拭きながら発情し淫らな妄想にふける淫乱嫁（2010年11月18日：収録時間115分）…夏樹カオル（加藤ツバキ）
- 義父老人との互いに激しく求め合う接吻で興奮して絶頂する巨乳嫁（2010年12月16日：収録時間120分）…松すみれ
- 義父老人に叱られると興奮して、おもらし潮吹きする変態ドＭ嫁（2011年1月20日：収録時間110分）…北村りょう
- 禁断介護～夫が出張中に義父老人の下半身を誘惑して、虜にさせた淫乱巨尻嫁（2011年2月17日：収録時間120分）…神崎レオナ（七瀬かすみ）
- 義父老人に若い肉体を捧げ、同居を望む献身的な未亡人Ｍ嫁（2011年3月17日：収録時間120分）…篠めぐみ
- 童顔色欲嫁と絶倫義父老人、年の差を超えた相思相愛の濃厚接吻交尾（2011年4月21日：収録時間110分）…つぼみ
- 性的不能夫より精力絶倫の義父老人を誘惑して欲求不満を満たす色情嫁（2011年5月19日：収録時間110分）…白鳥美玲
- 躾と称して若くて美しい裸体の従順嫁と肉体関係を持つ義父老人（2011年6月16日：収録時間120分）…木下若菜
- 夫の主張中に、義父老人のマラの虜になり、身悶える献身嫁（2011年7月21日：収録時間120分）…桐岡さつき
- 失業インポ夫より義父老人の絶倫マラと接吻を求めるド淫乱嫁（2011年8月18日：収録時間110分）…深田梨菜（深田梨奈）
- 優しい夫より、スケベ老人義父のマラを求める淫乱巨尻嫁（2011年9月15日：収録時間115分）…森山杏菜 （森山杏奈）
- 記憶喪失老人と嫉妬する義父老人の二人を虜にする色情爆乳嫁（2011年10月20日：収録時間120分）…長澤あずさ
- 夫婦生活の欲求不満を義父老人のマラで解消しようとする童顔スケベ嫁（2011年11月17日：収録時間110分）…笠木忍
- 夜勤明けに股間が疼き二人の老人のマラを求める色欲看護士嫁（2011年12月15日：収録時間105分）…柏木ゆり
- 田舎から嫁ぎ、夫に隠れて義父のマラを求める従順スケベ嫁（2012年1月15日：収録時間105分）…大堀香奈
- 義父老人の強い視線に発情し、長い舌を絡ませる従順エロ尻嫁（2012年2月16日：収録時間115分）…大槻ひびき
- 義父老人の破廉恥な要求に応え、恥じらいながらも感じまくる好きモノ敏感嫁（2012年3月15日：収録時間110分）…羽月希
- 夫の仏壇の前で義父老人のマラで突かれ「ごめんなさい」と言いながら感じまくる未亡人嫁（2012年4月19日：収録時間115分）…山本美和子
- 義父老人の枯れかけた性欲を蘇らせた美人嫁の卑猥な巨尻（2012年5月17日：収録時間115分）…黒木いちか（東条かれん）
- 義父老人の理不尽な要求に従い肉欲奉仕するマゾ爆乳嫁（2012年6月21日：収録時間120分）…杏美月
- 夫に相手にされず、義父老人のマラの世話に喜びを感じる欲求不満スケベ嫁（2012年7月19日：収録時間120分）…青木美空
- 夫が海外転勤で下半身が疼き、絶倫老人兄弟と肉体関係を結ぶドスケベ美巨乳嫁（2012年8月16日：収録時間120分）…さとう遥希
- 杖が股間にあたる感触に身悶え、義父老人に「躾けて下さい」と懇願し艶かしく尻を振るドスケベ嫁（2012年9月20日：収録時間110分）…竹内紗里奈
- 義父のスケベな視線に発情し、美爆乳を吸われて悶える淫乱小悪魔嫁（2012年10月18日：収録時間115分）…前田優希
- 夫に内緒で義父老人のマラを求めて、接吻で興奮する色情スケベ美人嫁（2012年11月15日：収録時間100分）…松本まりな
- 義父老人に舐めまわされて肉欲に目覚めた淫乱美尻嫁（2012年12月20日：収録時間110分）…RYU（江波りゅう）
- 豊満な肉体を絶倫老人二人に奪い合いをされる欲求不満巨乳嫁（2013年1月17日：収録時間125分）…遥めぐみ
- 義父老人の膨張するイチモツを思い出しながら自慰行為に浸り欲求を抑えきれない淫乱な若嫁（2013年2月21日：収録時間120分）…春原未来
- 美しい肉体を二人の老人に弄ばれ快楽に身悶える欲求不満なスケベ嫁（2013年3月21日：収録時間120分）…仲夏ゆかり
- 義父老人に激しく尻を叩かれ『もっとぶってください・・・』と懇願する派手な容姿のドM嫁（2013年4月18日：収録時間115分）…眞木あずさ
- 義父老人のシモの世話をしていて興奮し、勃起してきたマラを欲しがる長身の欲情美脚嫁（2013年5月16日：収録時間120分）…今村楓
- 過剰な介護で義父老人を誘惑し欲求不満を満たす淫乱嫁（2013年6月20日：収録時間120分）…小泉真希
- 戸惑いながらの初介護から義父老人の虜になっていく・・・欲望を我慢できないどスケベ嫁（2013年7月18日：収録時間120分）…椿かなり
- 息子の嫁に眠っていたM性を呼び覚ます義父の折檻が快感に変わる尻軽嫁（2013年8月15日：収録時間115分）…舞咲みくに
- 先に逝ってしまった妻を息子の嫁に重ねる寂しい義父 冥土の土産に一肌脱ぐ欲求不満嫁（2013年9月19日：収録時間130分）…波多野結衣
- 義父のイチモツを目にしてしまったその日から性欲が抑えきれない美脚不貞妻（2013年10月17日：収録時間120分）…稲川なつめ
- 余命を懸けて性的欲望をぶつけてくる義父のイチモツを次第に受け入れてしまう巨乳スケベ嫁（2013年11月21日：収録時間130分）…橘優花
- 義父の資産に目が眩み必要以上の性的介護で虜にさせる性欲旺盛な小悪魔嫁（2013年12月19日：収録時間130分）…浜崎真緒
- 身体麻痺に侵されているはずの義父のイチモツが徐々に硬くなっていく・・・迫る余命をセックスで慰める性欲全開嫁(2014年1月16日：収録時間130分）…神波多一花
- 息子夫婦のセックスを目撃してしまう義父、使い物にならないはずのモノが勃起・・・そんな義父のイチモツを心優しい嫁は受け入れる（2014年2月20日：収録時間125分）…仲丘たまき
- 夫と義母に隠れて休養していた義父と性的な介護関係を結んでしまった不貞嫁（2014年3月20日：収録時間130分）…瀬名あゆむ
- 義父を介護する事になり大阪より夫と上京した嫁、愛液に若返り効果がある事を知り一肌脱いでしまう（2014年4月17日：収録時間125分）…桜井あゆ
- 下着モデルをしている息子の嫁、そのきわどい下着姿を見て興奮してしまう義父（2014年5月15日：収録時間120分）…桜木えみ香
- 息子夫婦が隠し持っていた媚薬を義父が誤飲　その後、義父の股間に天狗現る（2014年6月19日：収録時間125分）…篠田あゆみ
- 老人ホームに入る前にひとつだけ心残りがある祖父、孫の亜衣が祖父の最後の我侭に応える（2014年7月17日：収録時間145分）…上原亜衣
- 義祖父を介護する事になったひな　厳格な義祖父に躾という名目で犯されてしまう（2014年8月21日：収録時間130分）…秋吉ひな
- ホームヘルパーとなり幼き日の約束を果たそうとするまや　余生短い老人の性欲が息を吹き返す（2014年9月18日：収録時間130分）…川村まや
- 妻は夫のため義父に身体を預ける介護という名目で…（2014年10月14日：収録時間120分）…千乃あずみ
- 夫の浮気を知り　行き場を無くした妻を受け入れる義父　二人はやがて夫婦よりも激しく求め合う…（2014年11月20日：収録時間120分）…武井もな
- 冥土の土産にと身体を乞う義父を受け入れる娘　旅先で禁断の情事に溺れる二人…（2014年12月18日：収録時間120分）…矢吹京子
- 艶美な嫁の肉体奉仕　老い先短い義父の唯一の慰め…（2015年1月1日：収録時間120分）…宮野ゆかな
- 美少女の献身介護が老人の性欲に火を付ける介護と称したセックスボランティアに溺れてしまう…（2015年2月19日：収録時間125分）…紺野ひかる
- 禁断介護～義父老人の執拗な愛撫とイチモツを次第に受け入れ欲情してしまう淫乱妄想嫁～（2015年3月19日：収録時間120分）…大場ゆい
- 禁断介護～美しい若妻の女体液を貪り発情した義父老人に愛撫され夫の隣で絶頂する寝取られ淫乱嫁～（2015年4月16日：収録時間130分）…本田莉子
- 禁断介護～美女の献身介護で蘇る不能なはずの義父老人のイチモツを悦びながら何度も咥え込む欲求不満嫁～（2015年5月21日：収録時間130分）…堀内秋美
- 禁断介護～若く、美しく、従順な嫁・・・発情した義父老人への性的介護はやがて代え難い悦びに変わっていく～（2015年6月18日：収録時間135分）…初美沙希
- 禁断介護～義父のイチモツの介護で股間が激しく疼いてしまう・・・嫉妬に駆られ欲情する淫乱義嫁～（2015年7月16日：収録時間120分）…安野由美
- 禁断介護～二人の絶倫老人に交互に身体を弄られ卑猥な愛撫の虜になってしまう夫に隠れて舌を絡ます好色嫁～（2015年8月20日：収録時間130分）…水樹りさ
- 禁断介護～二人の美女が義父の遺産とイチモツを争う愛液まみれの介護バトルが幕を開ける～（2015年9月1日：収録時間140分）…大槻ひびき　波多野結衣
- 禁断介護～軟弱な夫よりも義父老人の躾と絶倫マラの虜になり夫に隠れて卑猥に腰を振る淫欲嫁～（2015年9月17日：収録時間130分）…百合川さら
- 禁断介護～動けぬはずの義父のイチモツが肥大する・・・悦楽に駆られ肉体奉仕を続ける美麗嫁～（2015年10月15日：収録時間130分）…かすみ果穂